# Сербы в Черногории

Флаг сербской общины в Черногории

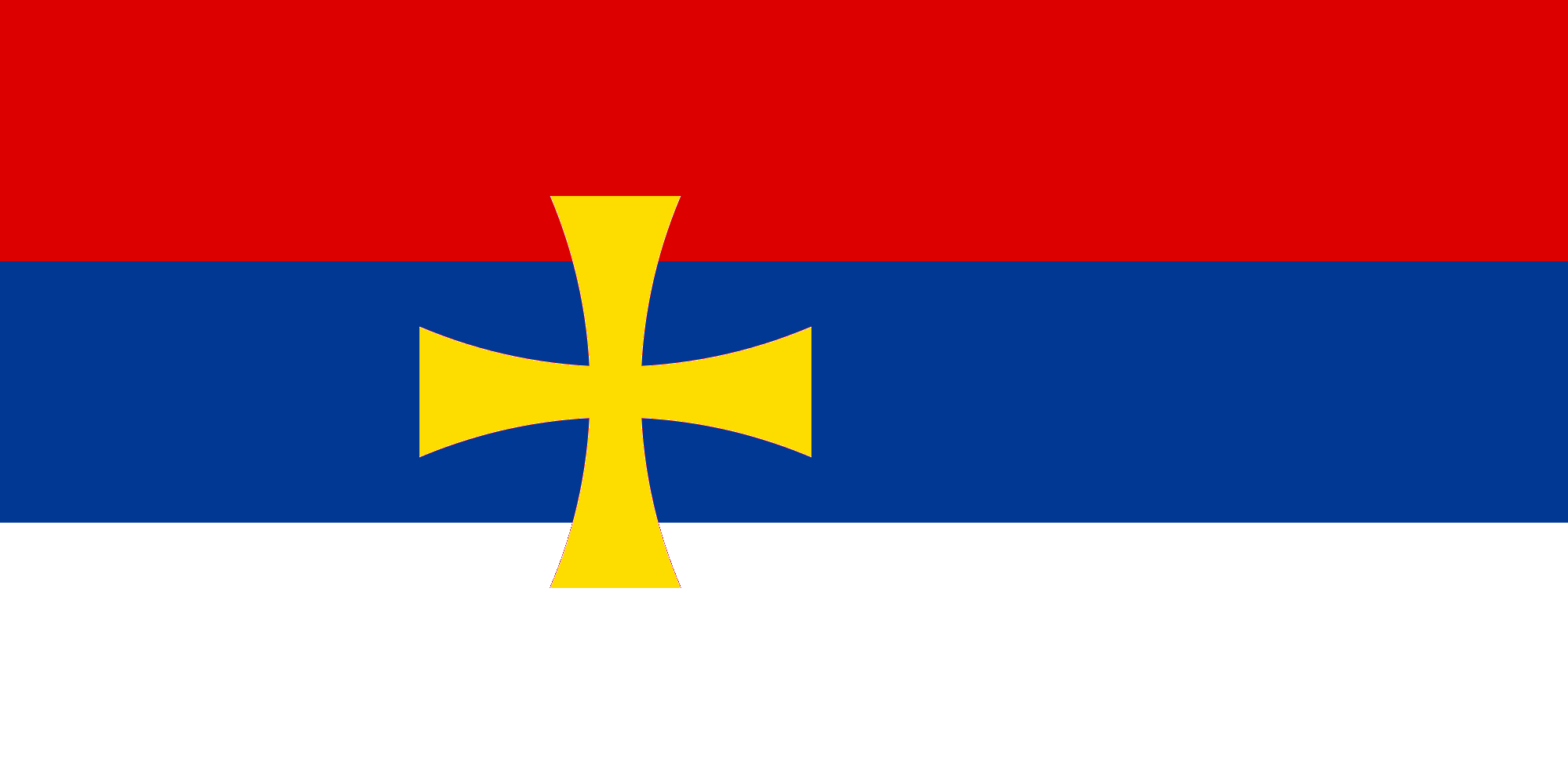
Флаг Сербского национального совета Черногории

Черногорцы или сербы Черногории (серб. Срби у Црној Гори / Srbi u Crnoj Gori) или черногорские сербы (серб. Црногорcки Срби / Crnogorski Srbi) составляют коренную и вторую по величине этническую группу в Черногории (32,93% населения страны)  после этнических черногорцев. Дополнительные 0,63% населения составляют сербо-черногорцы и черногорце-сербы, представители смешанной национальной идентичности. Наиболее вероятно, что различия между двумя самыми крупными этническими группами страны основано в основном на различиях в этнической самоидентификации и взгляде на черногорскую национальную идентичность.

## История
Во время славянских миграций 6―7 веков н. э. территория современной Черногории оказалась заселена предками нынешних сербов, которые основали в регионе несколько княжеств. В южных частях современной Черногории образовалось княжество Дукля, а западные части принадлежали княжеству Травуния. Северные части современной Черногории принадлежали княжеству Сербия. Все эти ранние государства описаны в историографических трудах византийского императора Константина VII Багрянородного (944–959).
В 1018 году все сербские княжества перешли под власть Византийской империи. Дукля и Травуния сумели освободиться в 1034―1042 гг., при князе Стефане Воиславе, основателе династии Воиславлевичей. Его сын Михайло I Воиславлевич (ум. 1081) освободил Захумле и Рашку, основав единое сербское государство и приняв титул короля (ок. 1077). За правлением его сына, короля Константина Бодена (ум. 1100), последовал период раздробленности, продолжавшийся на протяжении большей части 12 века.
После 1180 года вся территория нынешней Черногории перешла под власть великого князя Стефана Немани, основателя династии Неманичей. Район Зета, ранее известный как Дукля, стал коронной землёй объединённого сербского государства. Он был передан Вукану Неманичу (ум. 1208), старшему сыну Стефана Немани, а затем наследному принцу Стефану Радославу, сыну короля Стефана Неманича, который сменил своего отца на троне в 1228 году. Таким образом, у сербов вошло в обычай дарить область наследнику престола или другому члену королевской семьи. В 1219 году на территории современной Черногории были созданы две епархии Сербской православной церкви: Зетская епархия с центром в монастыре Святого Архангела Михаила на Превлаке и Будимлянская епархия с центром в монастыре Дурдеви Ступови. К этому периоду относятся и несколько других монастырей, таких как: Морача, Прасквица, Враньина и другие. Сербская деспотия — последнее независимое средневековое сербское государство, включавшее в себя большую часть современной Черногории.

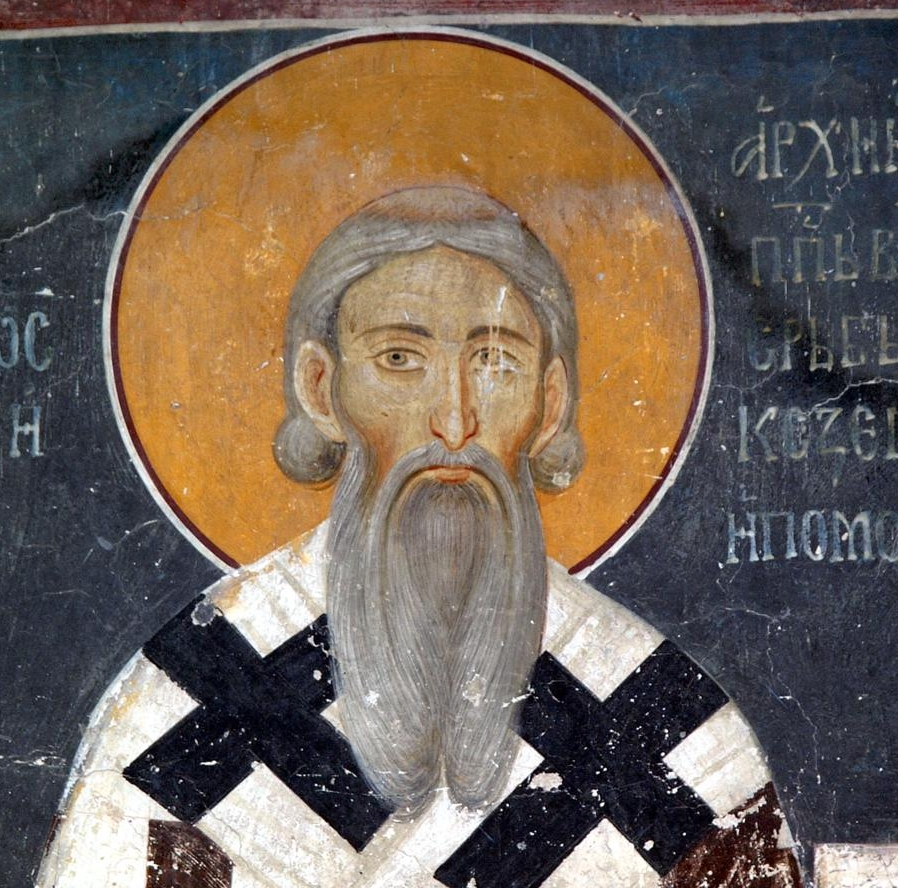
Святой Савва, родившийся в Дукле, был сербским князем и первым архиепископом автокефальной Сербской Церкви.

Черногория обрела независимость при династии Петровичей-Негошей, сначала как княжество, а затем и как королевство. И королевство Сербия, и королевство Черногория вместе сражались как независимые государства в Балканских войнах и в Первой мировой войне. В конце войны в 1918 году между двумя государствами возникла напряженность: черногорские белаши при поддержке сербов свергли Николая I из Черногории и провозгласили объединение Черногории с Сербией в составе Королевства сербов, хорватов и словенцев (переименованного в Королевство Югославия в 1929 году), а черногорские зелёные выступили против такого присоединения. Конфликт привел к Рождественскому восстанию, в котором белые при поддержке сербской армии нанесли поражение зелёным. В период монархической Югославии, управляемой сербской династией Караджорджевичей, напряженность между сербами и хорватами росла, но большинство черногорских политиков поддерживали предлагаемое сербами централизованное государство. 

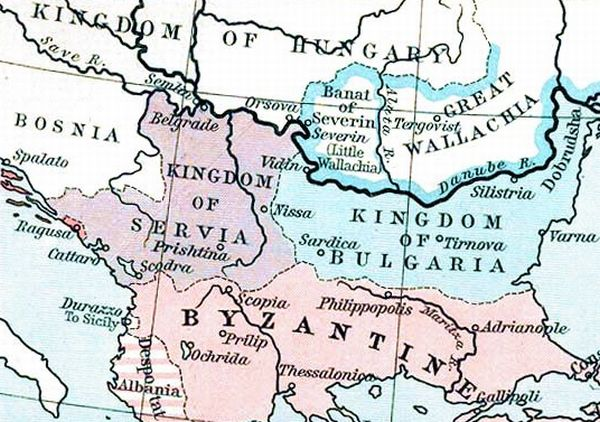
Сербское королевство с 1217 по 1346 год во главе с династией Неманичей.

Во время Второй мировой войны и сербы, и черногорцы были очень активны в обоих движениях сопротивления, сражаясь в рядах югославских партизан и четников. В конце войны была создана социалистическая Югославия, и обе республики вошли в состав югославской федерации.
Югославский партизан Милован Джилас назвал себя черногорским сербом и назвал Черногорию духовной родиной сербов, сказав: «Я черногорец не потому, что я серб, а серб, потому что я черногорец. Мы, черногорцы, соль сербов. Здесь если не вся сила сербов, то вся их душа. Джилас также утверждал, что черногорцы, несмотря на свою историческую и региональную самобытность, по сути являются сербами.
После отделения Словении, Хорватии, Боснии и Герцеговины и Македонии в 1991 и 1992 годах СР Черногория провела референдум в 1992 году, по итогам которого 95,96% голосов было отдано в пользу государственного союза с Сербией и изменением социалистической политической системы. Страна была переименована в Союзную Республику Югославию. В этот период с 1990 по 1998 год Черногорией правил Момир Булатович, который имел тесные отношения с президентом Сербии Слободаном Милошевичем и поддерживал связи между двумя республиками в рамках государственного союза. Черногория также попала под действие экономических санкций, введённых против Сербии в 1990-х годах. Во время бомбардировок Югославии НАТО в 1999 г. и Сербия, и Черногория пострадали от атак сил НАТО. Все это способствовало приходу к власти в Черногории Мило Джукановича, который, как известно, гораздо меньше симпатизировал сербско-черногорским связям и стал открытым сторонником независимости Черногории. В 2003 году, через три года после падения Милошевича, бывшая Югославия стала известна как государственный союз Сербии и Черногории. Процесс становления единого государственного союза, однако, привёл к разделению двух государств, что было закреплено на референдуме о независимости Черногории 21 мая 2006 года. Всего было подано 419 240 голосов, что составило 86,5% от общего числа избирателей. Из них за независимость проголосовали 230 661 человек, или 55,5%, против ― 185 002 человек, или 44,5%.

Династия Неманичей Сербия в конце XIII века и современные границы Черногории. 1. Сербия короля Милютина; 2. Сербия короля Драгутина; 3. Современная Черногория;

С момента обретения независимости черногорское общество было разделено по многим вопросам. Сторонники независимости выступают за дальнейшее обособление черногорского языка, ранее считавшегося диалектом сербского языка, включая создание нового черногорского кириллического алфавита, в котором используются те же буквы, что и в сербском кириллическом алфавите, за исключением добавления двух новых. Сербское население Черногории выступает против идеи языкового отделения, так же как против отделения Черногорской православной церкви от Сербской православной церкви . В конечном итоге черногорский язык получил международное признание, и в декабре 2017 года ему был присвоен код ISO 639-2 и -3 [cnr]. Однако Черногорская православная церковь до сих пор канонически непризнана.
В 2006 году была учреждена неправительственная организация «Сербский народный совет Черногории» во главе с Момчило Вуксановичем, а в 2008 году был сформирован официальный представительный орган сербов в Черногории как Сербский национальный совет Черногории с Момчило Вуксановичем в качестве президента.

## Культура

### Язык

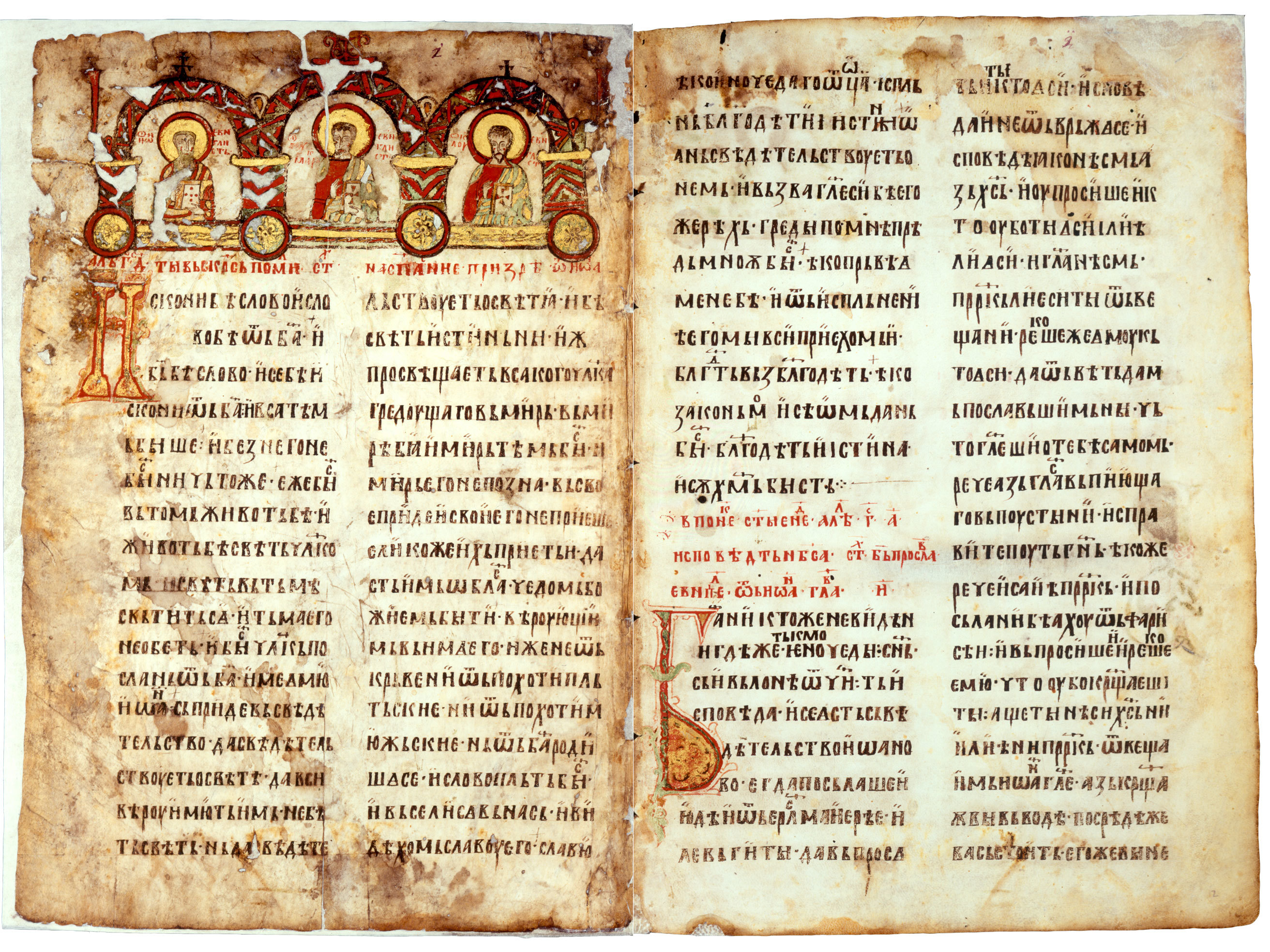
Мирославово Евангелие, написанноепо заказу Мирослава Хумского, черногорско-сербского правителя.

Государственный язык Черногории исторически и традиционно назывался сербским. Согласно Павле Ивичу, в Черногории говорили на двух поддиалектах штокавского диалекта (сербского языка): это были восточно-герцеговинский диалект и зето-южносанджакский диалект. На восточно-герцеговинском диалекте говорят в Черногории, Сербии, Боснии и Герцеговине и Хорватии. Сегодня национальный стандарт основан на диалекте Зеты ― Южного Санджака.
Около 42,9% населения страны говорят на сербском как на родном языке, в том числе 37% заявленных черногорцев. Сербский язык был официальным языком Черногории до 2007 года, когда новая Конституция Черногории заменила Конституцию 1992 года. На фоне оппозиции просербских партий
Черногорский язык стал единственным официальным языком страны, а сербский язык получил статус признанного языка меньшинства наряду с боснийским, албанским и хорватским С 2006 года как в языковом, так и в других аспектах культурной жизни этнические сербы Черногории подвергаются постепенной «непринудительной» «черногоризации».

### Религия
Сербы являются приверженцами Сербской православной церкви, самого крупного религиозного учреждения Черногории (всего 460 383 последователя или 74% населения). Одним из крупнейших храмов в стране является собор Воскресения Христова в Подгорице.
Сербской православной церкви в Черногории угрожает недавно сформированная Черногорская православная церковь, которая претендует на сербские православные церкви в Черногории и поддерживается небольшим процентом православных христиан в Черногории. Правительство признало эту церковь, однако ни одна из восточно-православных церквей не находится с ней в общении. Её главой является скандальный Мираш Дедеич, бывший сербский православный священнослужитель с сербскими националистическими взглядами, который после своего запрета в служении в сербской церкви отправился в Рим и стал греческим православным священнослужителем.

## Демография

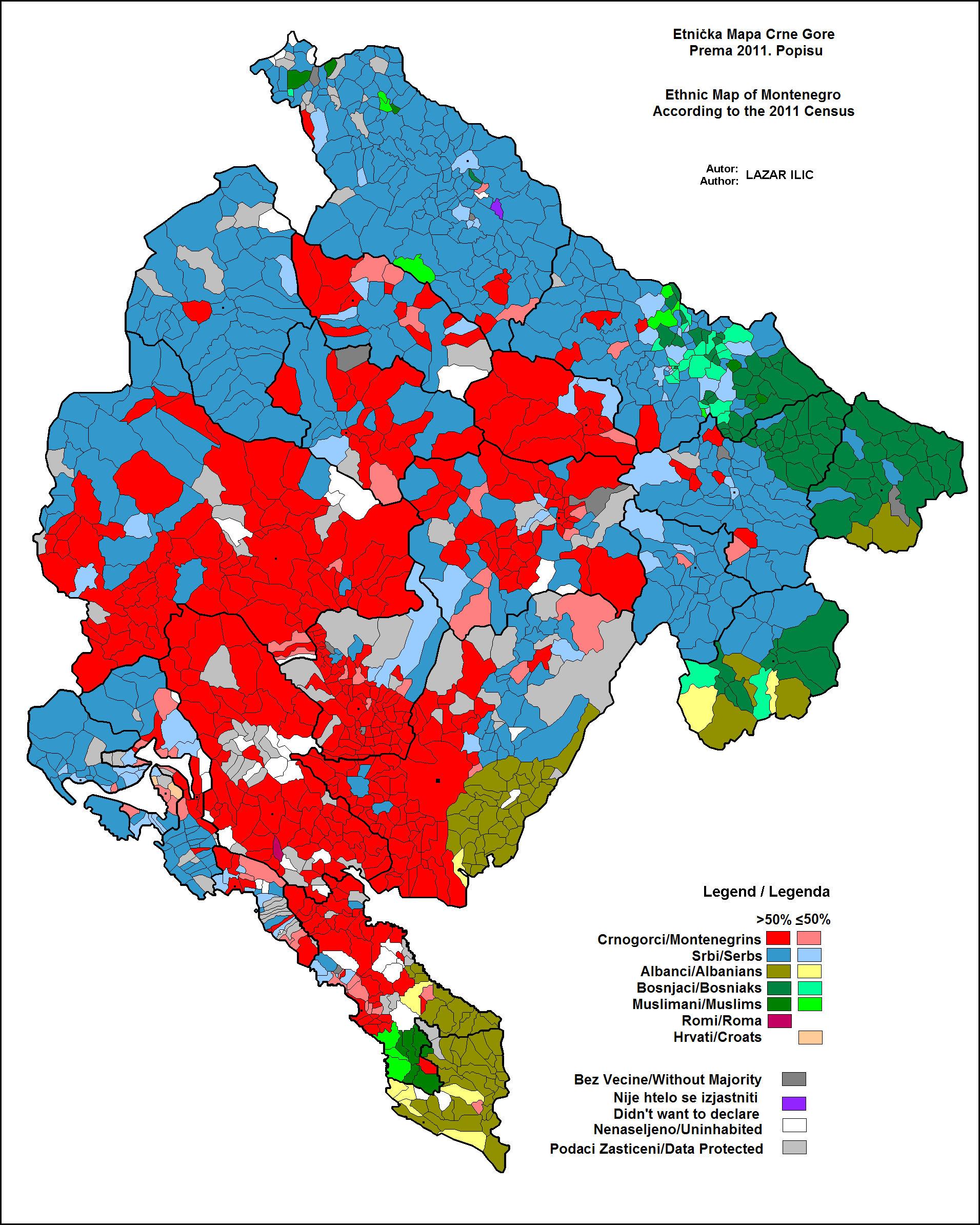
Этническая карта Черногории, сербы отмечены синим цветом

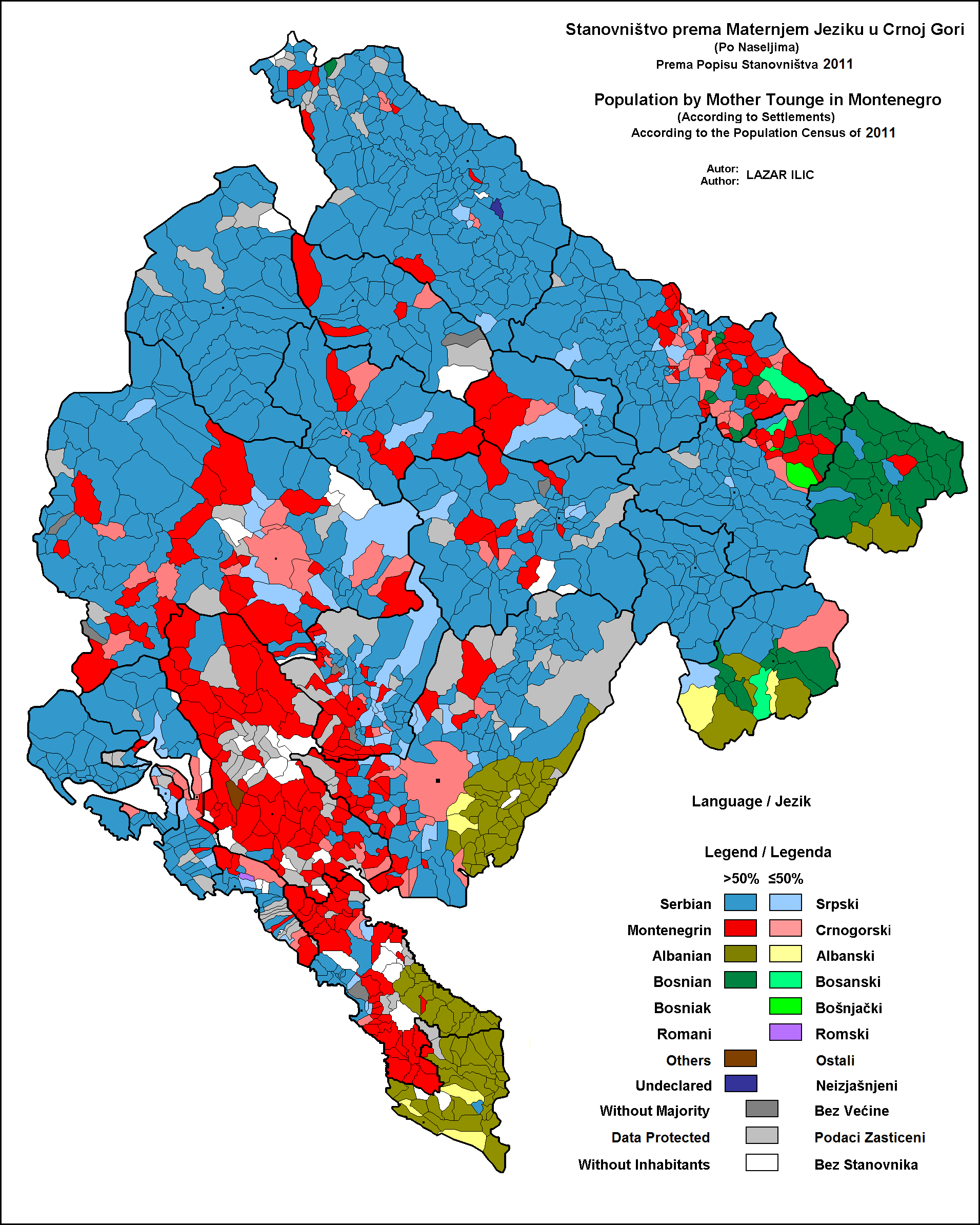
Лингвистическая карта Черногории, сербский язык отмечен синим цветом

Согласно переписи 2023 года сербы являются второй по величине этнической группой и составляют 32,93% населения Черногории. Они составляют абсолютное большинство в пяти и относительное большинство ещё в четырёх муниципалитетах и составляют менее 20% населения только в семи из 25 муниципалитетов страны. Доля сербов в общинах Черногории следующая:
- Плужине (74.46%)
- Андриевица (67.52%)
- Плевля (66.41%)
- Беране (59.82%)
- Жабляк (52.64%)
- Херцег-Нови (48.34%) (относительное большинство)
- Шавник (46.85%)
- Зета (43.22%)
- Биело-Поле (43.13%) (относительное большинство)
- Колашин (42.1%)
- Мойковац (41.68%)
- Будва (35.79%) (относительное большинство)
- Даниловград (35.39%)
- Котор (35.12%)
- Тиват (34.47%) (относительное большинство)
- Никшич (33.89%)
- Подгорица (30.84%)
- Бар (26.12%)
- Плав (17.08%)
- Улцинь (5%)
- Цетине (4.82%)
- Гусинье (2.77%)
- Рожае (2.56%)
- Тузи (1.99%)
- Петница (0.95%)